# Rudolfo I de Genebra
Rudolfo I de Genebra nasceu em cerca de 1220 e morreu em 1265. Filho de Guilherme II de Genebra, foi considerado por historiadores como "o mais brigão dos filhos de um pai brigão" .

## Lutas
Foi Conde de Genebra entre 1252 e 1265 e cerca de 1234 Aimão II de Faucigny fez-se protector de Chamonix em violação dos direitos da Condado de Genebra, na altura Guilherme II de Genebra seu pai, o que provocou a guerra entre os senhores de Genebra, e os de Faucigny aliados aos da casa de Saboia e que foi prejudicial aos de Genebra que vieram a perder possessões. Depois da morte do seu pai, Rudolfo tenta recuperar os bens e pela força obriga Simon de Joinville, senhor de Gex, a prestar-lhe homenagem ocupando um dos seus castelos, enquanto recusa prestar homenagem a qualquer Saboiardo.   
As consequências são terríveis e entre guerras e decisões dos tribunais de Genebra perde quase todas os litígios que tinha com um primo chamado Henrique que tinha vendido os direitos do condado a Pedro de Saboia. Perde quase tudo e obrigam-no a pagar uma enorme indemnização 2'000 viennois. No final do imensos territórios que tinham só "lhes resta" o condado de Genebra . 

## Descendência
Casou-se com Maria de la Tour-du-Pin Dame de Varey, irmã de Alberto III de la Tour-du-Pin, de quem terá  seis filhos: Aimão II de Genebra, Guy, Henrique que será Arcebispo de Bordeaux em 1289, Amadeu II de Genebra, João e Margarida.

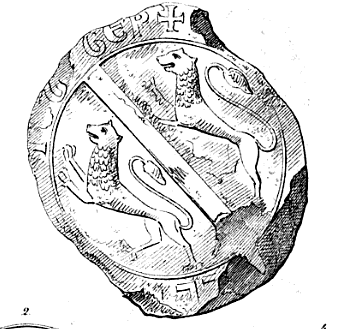
Símbolode Rudolfo de Genebra
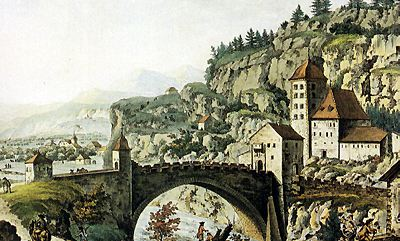
Castelo de São Maurice, na Suíça em 1782 ...
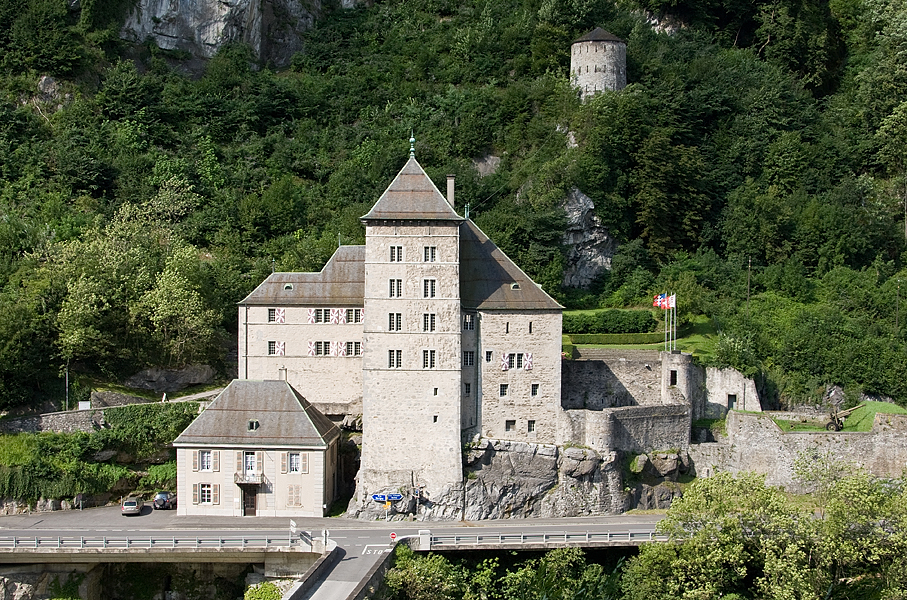
... e hoje.

| Antecessor              | Rodolfo I de Genebra (1220 - † ?1265) | Sucessor            |
| ----------------------- | ------------------------------------- | ------------------- |
| Guilherme II de Genebra | Conde de Genebra 1252 - 1265          | Aimão II de Genebra |